# ピエール・コフィン
ピエール・コフィン（Pierre Coffin, 1967年3月16日-）はフランス出身のアニメ監督である。アメリカを拠点とした活動をしており、映画『ミニオンズ』では声優も務めた。
2016年、第10回声優アワードで、キッズ・ファミリー賞を受賞。

## 人物
フランス生まれ。父親がフランス人と母親がインドネシア人のハーフである。パリのアニメーションスクールへ行ったのちにイギリスへ渡り、そこでロンドンのスティーヴン・スピルバーグの設立したアニメーションスタジオに就職をし、アニメーターの仕事をしたのち監督デビューを果たす。

## 作品
- 怪盗グルーシリーズ
- ミニオンズ